# Manuel Insua Santos
Manuel Insua Santos, nacido en Vivero el 10 de marzo de 1850; y muerto en La La Coruña el 28 de noviembre de 1940, ingresa en el ejército el 28 de noviembre de 1868 hizo parte de su carrera militar en la Capitanía General de Cuba, regresando de la isla en 1892 como capitán de infantería dos años después del final de la Guerra Chiquita. Tras su paso por Lugo, La Coruña y Ferrol, se retira de la vida militar en La Coruña, donde comenzará a promover asociaciones en favor de los árboles, al agricultura y la naturaleza.

## Biografía
Debió estar al menos en al menos dos ocasiones destinado en cuba, ya que se le cita como juez instructor en agosto de 1882 en La Habana, y es licenciado para la península en 1884 con el grado de Capitán (en posesión de la medalla de la Guerra Grande); por otras citas sabemos que vuelve a la isla en 1888, regresando nuevamente a la península en 1892. 
Se le destina entonces a Mondoñedo, Lugo en octubre, pasando en 1894 a Juez Instructor de la justicia militar; y a finales de 1895 es destinado a La Coruña ya como comandante.
En 1900 solicita al gobernador civil de La Coruña la inscripción de 12 pertenencias mineras, en el arenal de la Torre de Hércules, de mineral de zinc.
En 1901 se le concede la Cruz de San Hermenegildo
En diciembre de 1903 es uno de los asistentes a la "Asamblea de la Vega" , en la que se reúnen un importante número de representantes de la vida civil de Galicia y Asturias para impulsar la realización del ferrocarril de la costa. Se adhiere a título personal ya como Comandante Mayor del Reg. de Infantería Compostela N.º 91.
En 1904 pasa a la caja de reclutas N.º 107 de Ferrol. siendo ascendido a Teniente Coronel en 1906.
Durante su estancia en Ferrol, se interesa en los diferentes aspectos que pueden traer prosperidad a la ciudad, publicando con asiduidad en los diarios ferrolanos, como el ferrocarril de la Costa, la traída de aguas, un salto de agua de 260m e Cabeiro-Santiago de Capela con una potencia para 250 CV junto a D. Felix Ramón Leiras Pulpeiro . 
Se despide de Ferrol y se retira del ejército en mayo de 1910 a los 60 años, recordando la importancia del ferrocarril de la costa para convertir a Ferrol en "la mejor ciudad de España en el Atlántico" y mencionando todos los proyectos pendientes en la comarca. Tras esto se traslada a La Coruña.

En mayo de 1911 se constituye al "Asociación de amigos del Árbol" para la protección y fomento del arbolado, cuyos objetivos son: 
"fomento de la plantación de árboles,; divulgación de estudios acerca de las especies de arbolado más convenientes para diversas aplicaciones en esta provincia, facilitar la adquisición de semillas, plantas, abonos, aparatos agrícolas, préstamo de aparatos a los asociados, creación de una biblioteca circulante de especialidades de agricultura; organizar excursiones escolares que despierten la afición a la tierra, los cultivos y las aves útiles; procurar que se celebre todos los años una Fiesta del Árbol, sabiamente organizada, y que las plantaciones que en ellas se hagan sean base de la formación de un Gran Parque Coruñes."

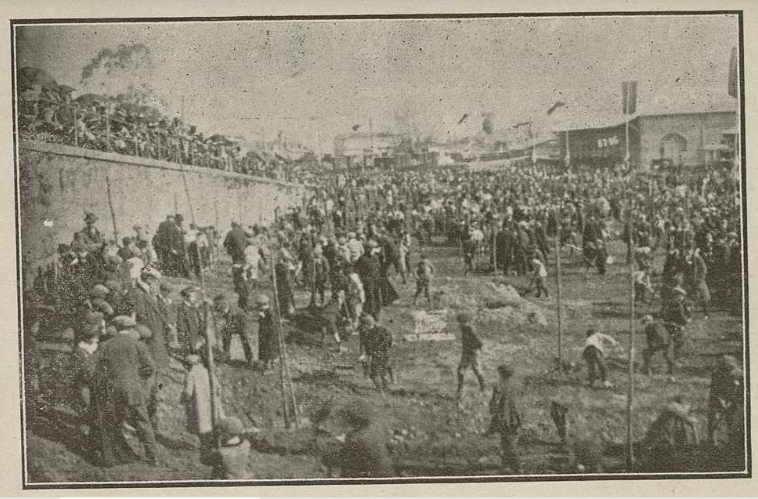
25/02/1912 1.ª Fiesta del árbol, La Coruña

de la que es elegido vicepresidente. El 25 de febrero de 1912, 4.000 niños según la revista Suevia participan en la siembra de árboles entrando en La Coruña al son del "Himno del Árbol" de Fernandez Shaw y Chapí ; para celebrar el primer Día del Árbol en la ciudad promovido por José Hernánsuez y Manuel Insua. Se plantaron 3.000 árboles en la explanada del ferrocarril, y otros 2.500 en el sanatorio de Oza
Un año después es reelegido como vicepresidente, se plantean los retos conseguido por la asociación, con los 13 ayuntamientos que ya han celebrado la Fiesta del Árbol, así como plantear "la fiesta del Pez" en Puentedeume, con motivo de la suelta de crías de salmón para su repoblación.
Introducen al menos en 1918 los cultivos de castaños Japoneses resistentes a la tinta.
En 1913 fundó Los Amantes del Campo, una asociación sin estatutos ni reglamentos formada por personas unidas bajo el lema: salud, fuerza y fraternidad. La única consigna que les dieron a quienes se les acercaron fue: buena educación. Todos los fines de semana y festivos organizaban viajes en tren o autobús para visitar diferentes lugares de Galicia . La asociación surge en un momento en el que crece el interés por la agricultura, la arquitectura popular y la arqueología gallegas. Culminaría en 1923 con la creación del Seminario de Estudios Gallegos.
Son importantes las colaboraciones de D. Manuel y su asociación en prospecciones arqueológicas y en la difusión de su conocimiento, como se puede ver en los escritos de Luis Monteagudo García Archivado el 20 de abril de 2022 en Wayback Machine. para el "Anuario Brigantino" Así como su difusión del patrimonio cultural gallego. Coincidirían en múltiples excursiones con "Los amigos del Árbol" y "Amigos del Paisaje Gallego"

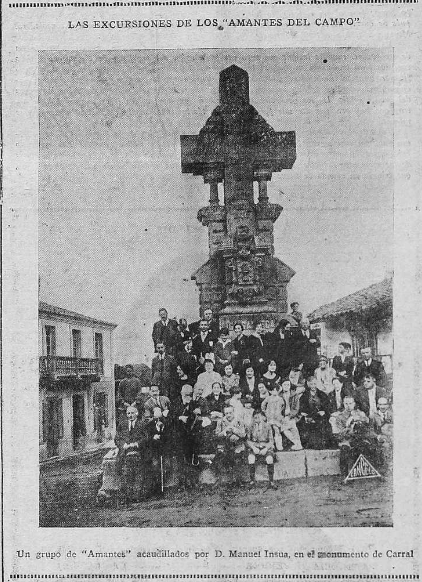
Un grupo de "amantes", acaudillados por D. Manuel Insua, en el monumento a los mártires de Carral Jul-1927
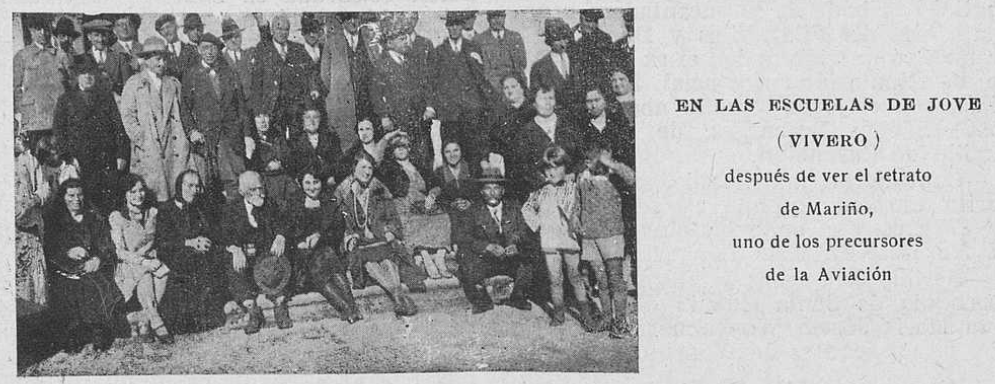
Visita a Jove para conocer el retrato dedicado a Tomás Mariño Pardo Nov-1927
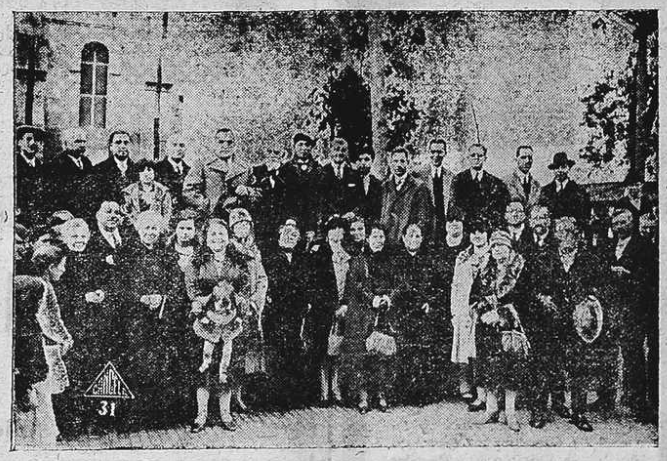
Carballo, plaza del mercado Abr-1928
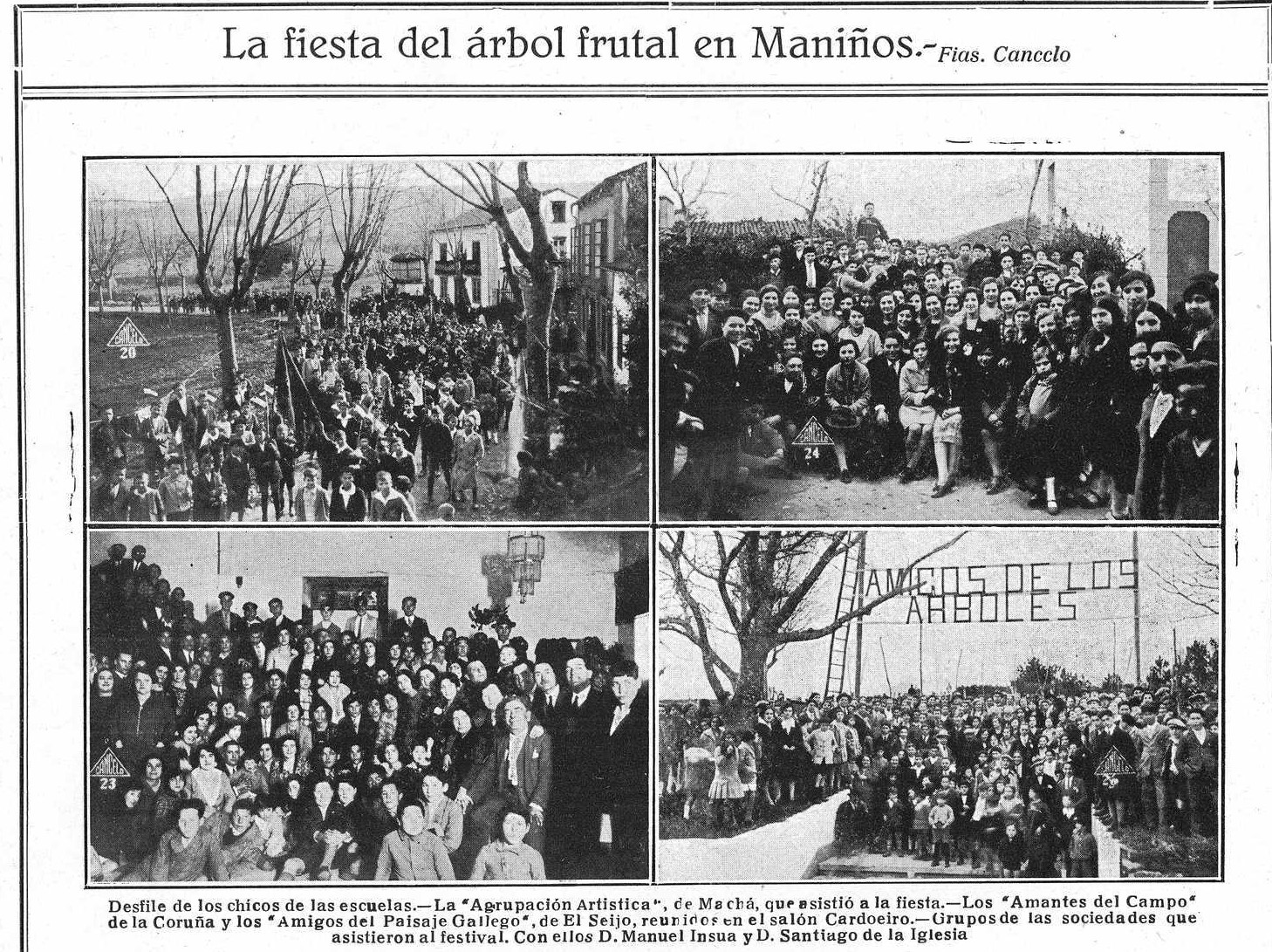
Fiesta del Árbol frutal en Maniños May-1928
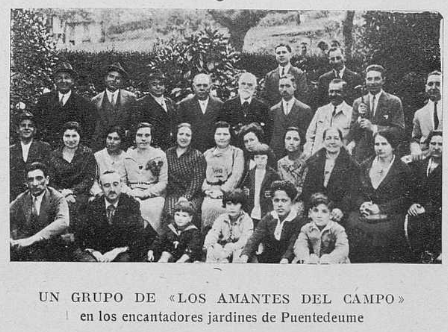
"Los Amantes del Campo", visita jardines Puentedeume Jul-1928
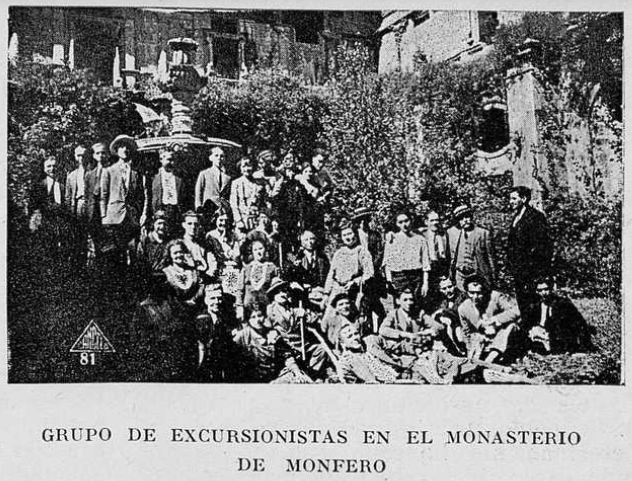
"Los Amantes del Campo" de La Coruña y "Los Amigos del Paisaje Gallego" de El Seijo, visita a Monfero Ago-1928
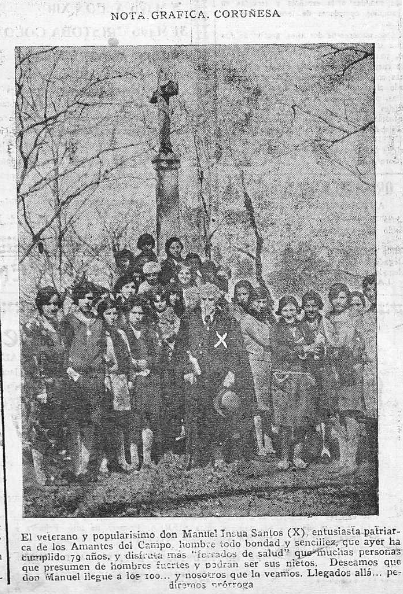
Celebraciónd del 79 cumpleaños de Manuel Insua Mar-1929
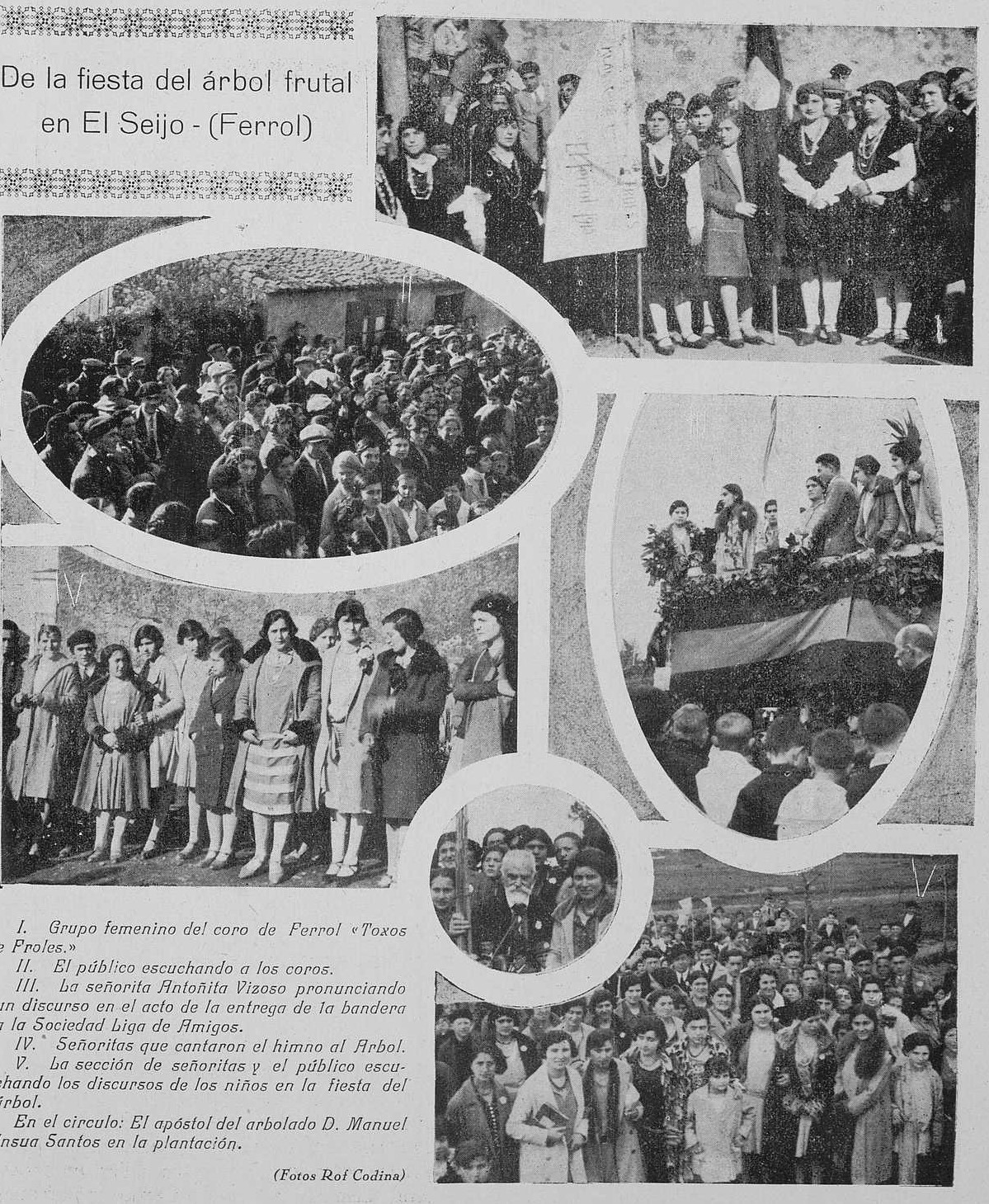
Homenaje Manuel Insua Santos, en las Escuelas Labaca La Coruña, Mar-1929
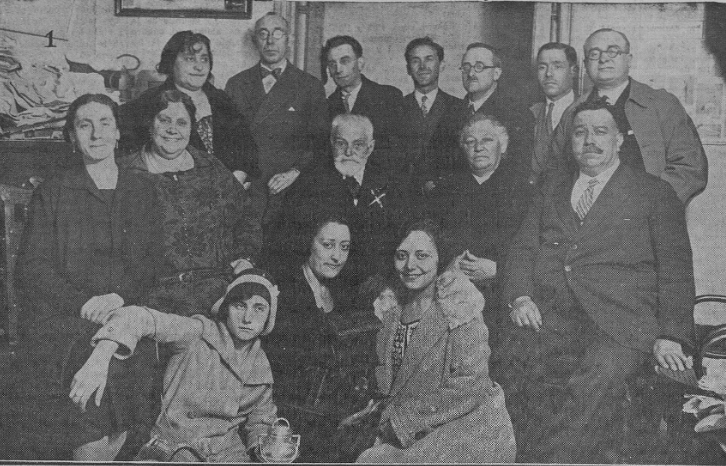
Manuel Insua Santos, homenaje 80 cumpleaños
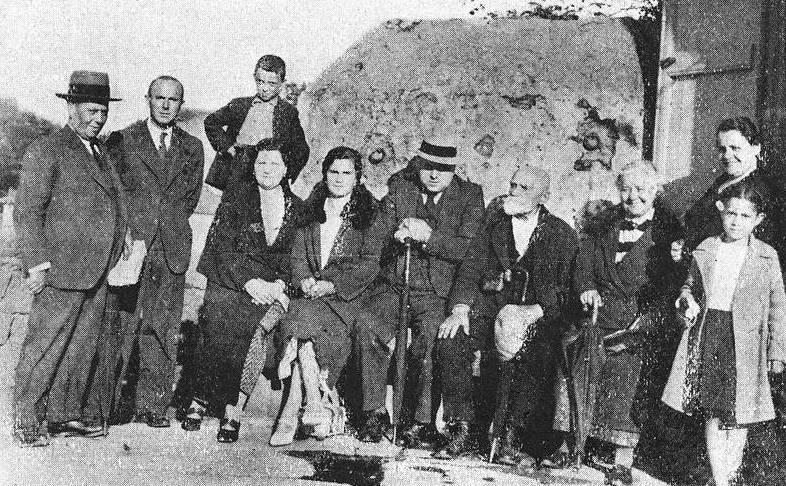
Los Amantes del Campo con Manuel Insua Santos en una excursión en Jun-1935.

En 1919 comienza a buscar un manuscrito sobre aeronáutica que su vecino de Jove, Tomás Mariño Pardo, había escrito en 1879 y del que tenía noticias. El manuscrito aparece en 1920 entregándoselo a D. Manuel Insua Santos, el Biznieto del autor D. Fidel Moas Mariño, siendo impreso por la biblioteca del "Heraldo de Vivero" divulgándolo y cediéndolo al Archivo General de Galicia . El descubrimiento seguirán apareciendo en la prensa y publicándose por fascículos por el Centro Gallego de Buenos Aires en 1926
Sigue interesándose por múltiples aspectos de la vida militar, encargándose en 1928 de acompañar a las viudas pensionistas para reclamar sus derechos reconocidos por ley.
En junio de 1929 se le entrega una placa de oro de la Diputación de La Coruña "en premio a su constante labor en favor del arbolado"

Manuel Insua Santos fue nombrado hijo adoptivo de la ciudad de La Coruña, entregándole una hoja de roble de plata a la Diputación Provincial de La Coruña. Impulsó y promocionó el ferrocarril siendo uno de los conductores del tren de la costa, la línea FEVE que llega a Ferrol desde Asturias.
Manuel Insua organizó una verdadera red en toda la comunidad de comisiones locales. Sus acciones duraron más de 24 años en los que recorrieron Galicia. 

En Barallobre levantaron el monumento al caminante desconocido en julio de 1934

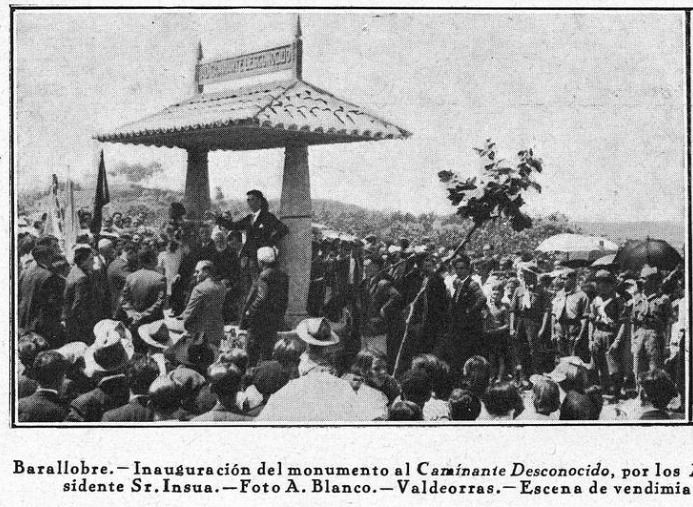
Inauguración del monumento al Caminante Desconocido, Barallobre Jul-1934
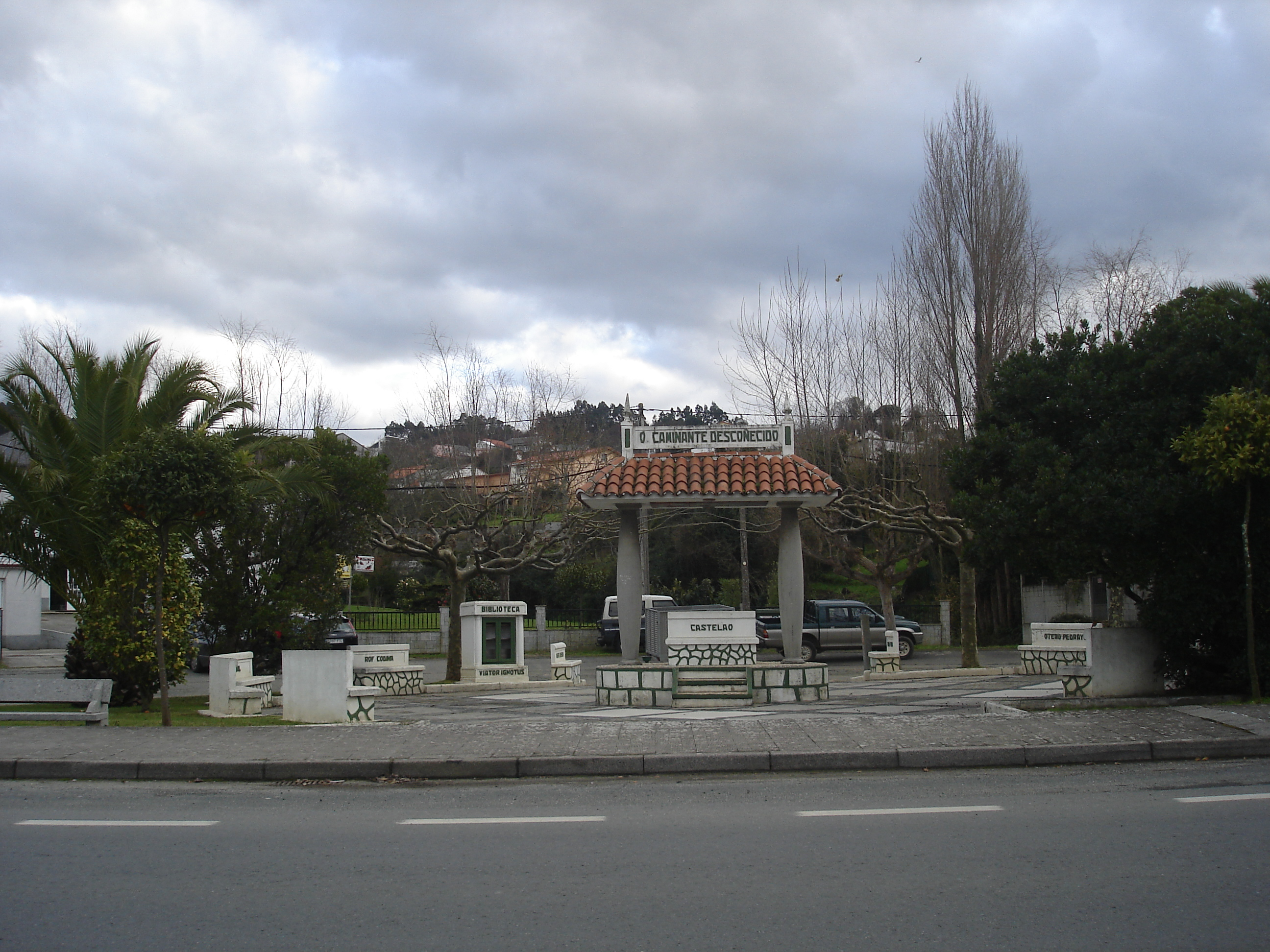

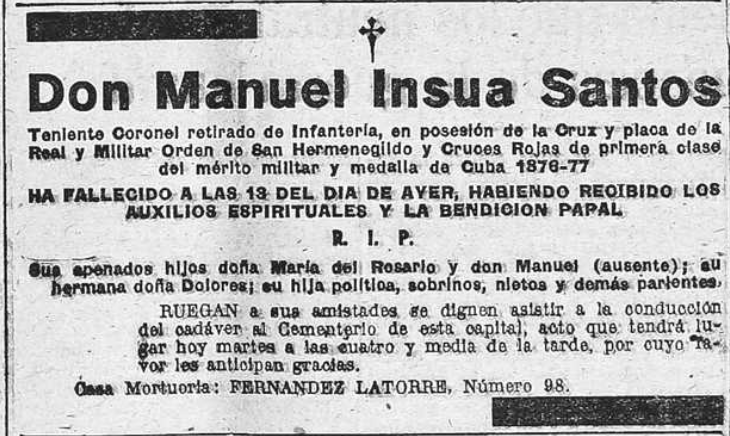
Esquela Manuel Insua Santos Nov-1939

Fallecerá a los 89 años en La Coruña el 27 de noviembre de 1939.
Tras su muerte entre 1939 y 1941 se propone erigir un monumento a su memoria en el parque de Santa Margarita, consistente en un banco rústico de piedra, un monolito y una inscripción.

En 1962, en el parque de Santa Margarita de La Coruña, el Ayuntamiento le dedicó un monumento.

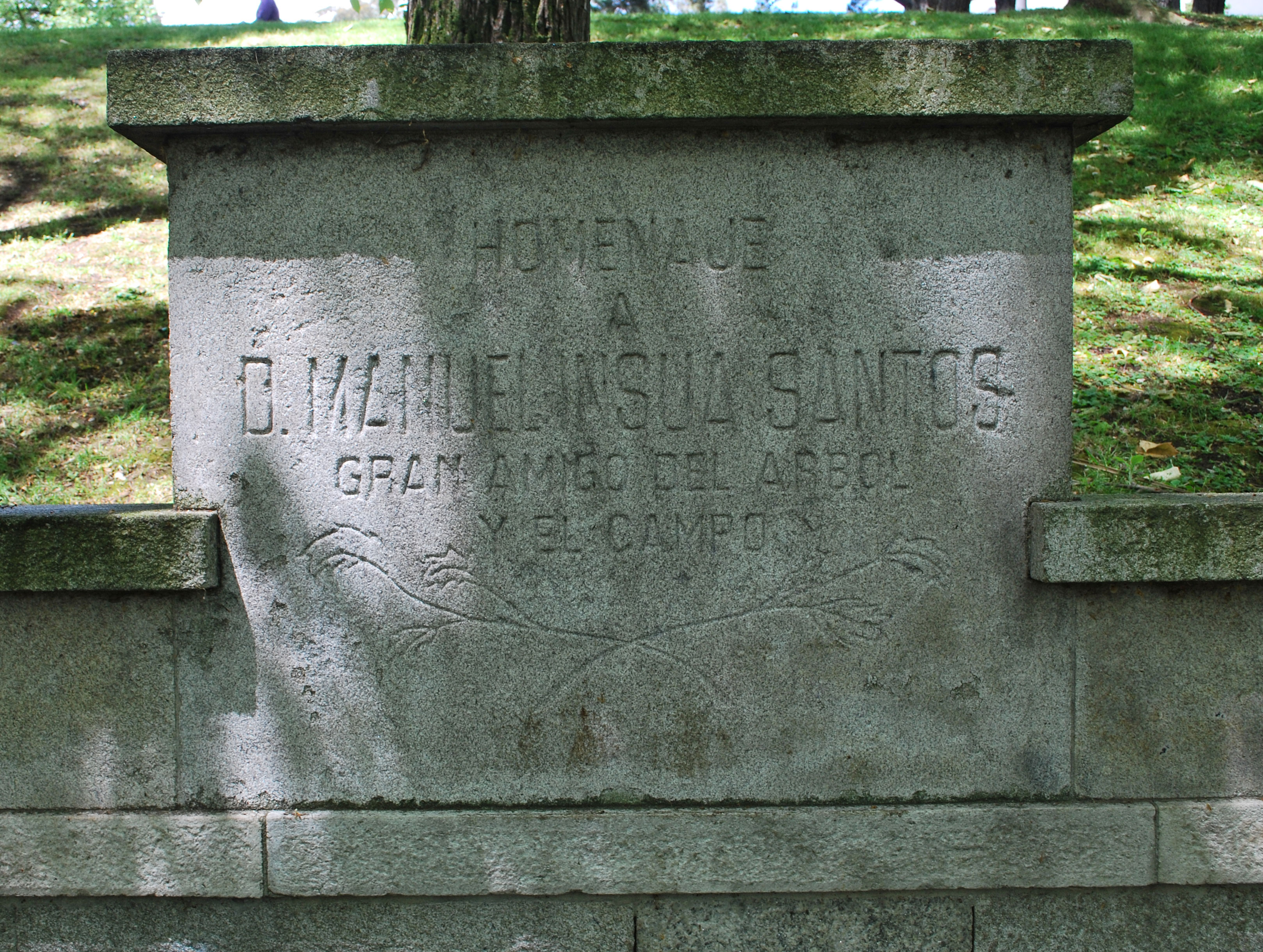
Placa Homenaje en el parque de Santa Margarita en La Coruña
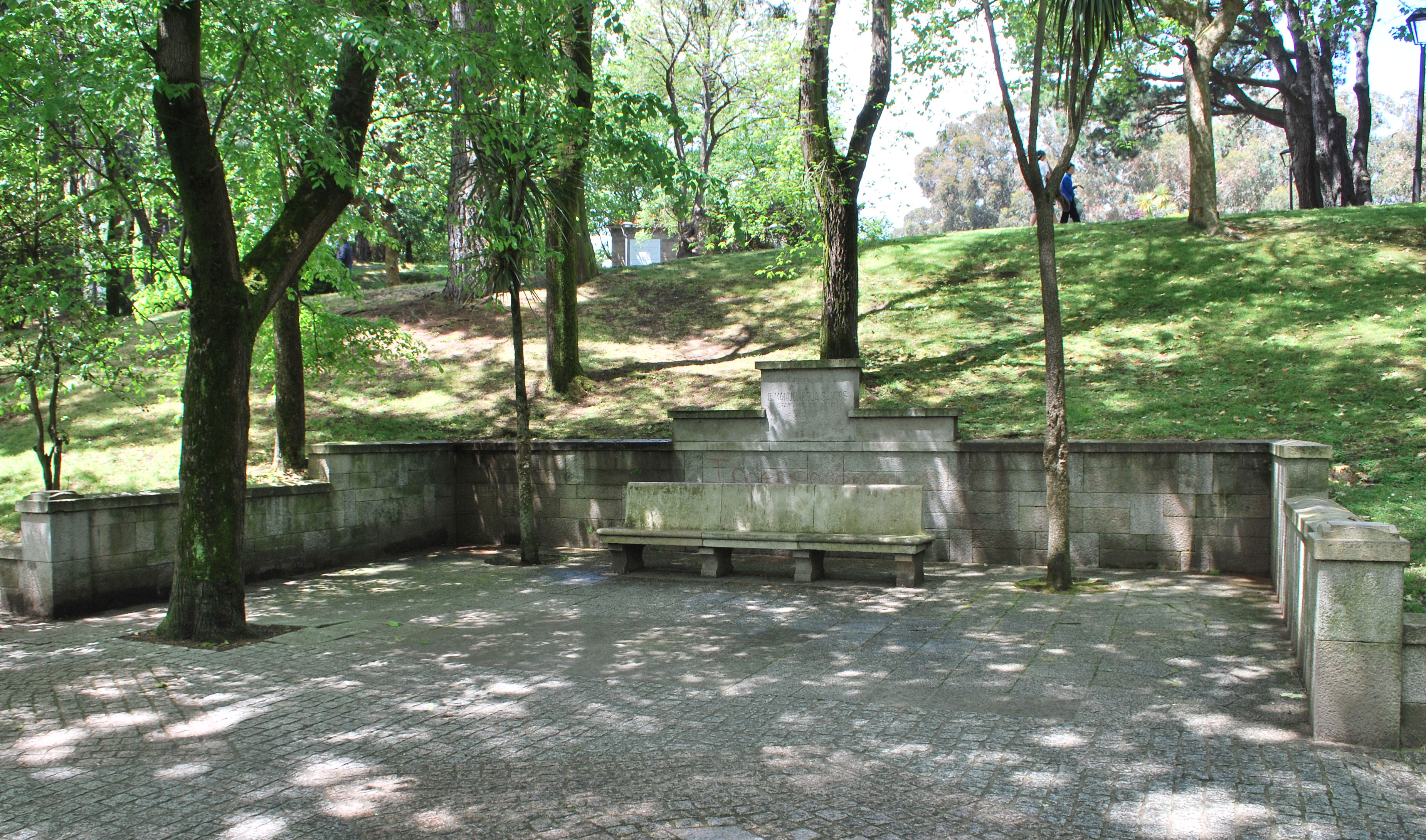

## Honores
- Hijo adoptivo de La Coruña
- Gran cruz de San Hermenegildo
- Cruz del mérito militar con distintivo rojo